# Linus Airways

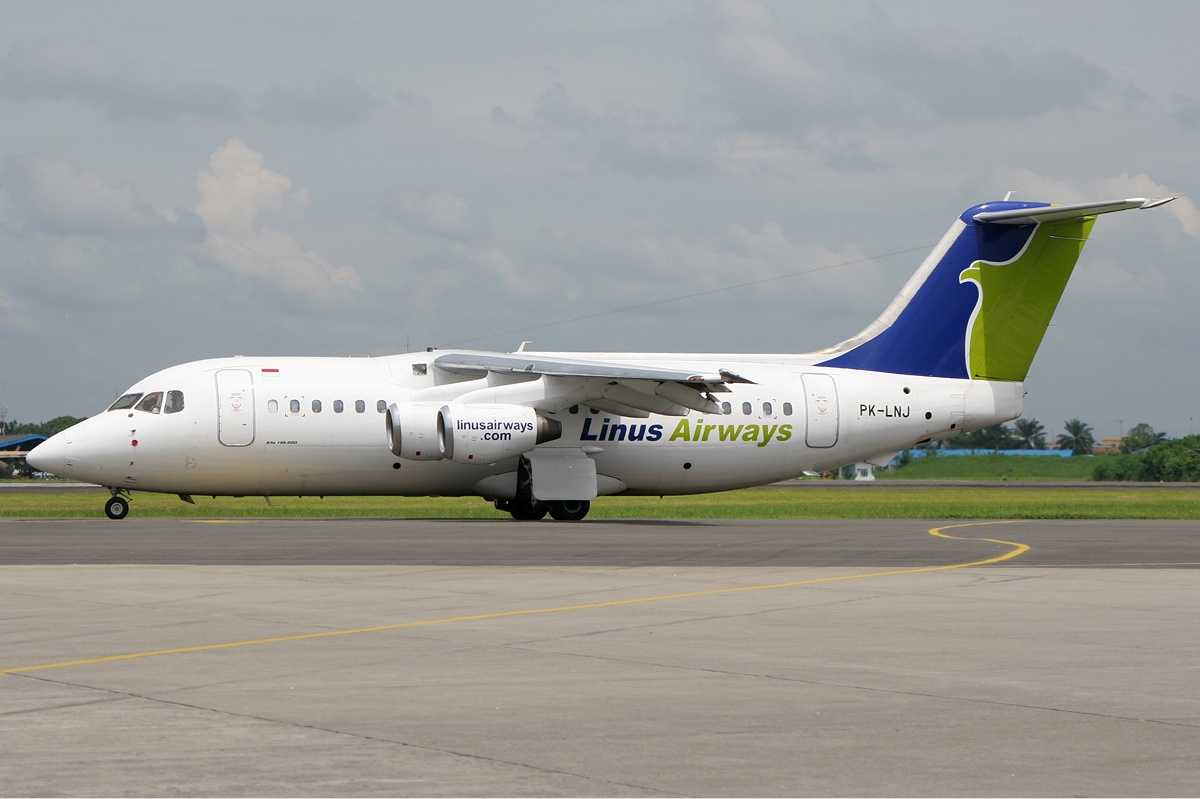
BAe 146 de Linus Airways en 2008

Linus Airways (PT Lintas Nusantara Airways) est une compagnie aérienne indonésienne. Elle a commencé ses opérations le 20 février 2008 par un vol de Jakarta à Tanjung Pandan dans l'île de Belitung. Le 27 avril 2009, la compagnie a décidé de cesser ses opérations en raison de problèmes financiers.
Linus possédait 2 BAE 146-200 sous contrat de leasing avec BAE Systems Regional Aircraft. La compagnie prévoyait d'acquérir jusqu'à 4 autres appareils de ce type.